# Liridon Vocaj
Liridon Vocaj (* 1. Oktober 1993 in Peć, Kosovo) ist ein albanischer Fußballspieler kosovarischer Herkunft.

## Werdegang
Vocaj begann seine Fußballlaufbahn in der Jugend des FC Kochelsee Schlehdorf, wo er bis 2004 aktiv war. Mit elf Jahren schloss er sich der Jugend des TSV 1860 München an, bei denen er bis zur U-19 alle Jugendmannschaften durchlief. 2012 kam er zur zweiten Mannschaft und spielte insgesamt 52 Spiele bis 2014 für die Mannschaft in der Fußball-Regionalliga Bayern, in denen er fünf Tore schoss. In der Saison 2013/14 gehörte er offiziell auch zum Kader der ersten Mannschaft, kam jedoch im Laufe der Saison nicht zum Einsatz.
Im Sommer 2014 wechselte er, nachdem er auch beim Chemnitzer FC testete, zu den Würzburger Kickers und erhielt dort einen Zweijahresvertrag. Mit der Mannschaft schaffte er zur Saison 2015/16 den Aufstieg in die 3. Liga. Sein Debüt in der 3. Liga gab er am 22. August 2015 bei der 0:1-Niederlage gegen die SG Sonnenhof Großaspach. Mit der Mannschaft gelang ihm am Saisonende durch den Gewinn der Relegation gegen den MSV Duisburg der Aufstieg in die 2. Bundesliga. Im Sommer 2016 unterschrieb Vocaj einen Vertrag beim Drittligisten FC Rot-Weiß Erfurt, wo er bis 2018 blieb. In der Winterpause der Saison 2018/2019 gab der Chemnitzer FC die Verpflichtung von Vocaj bekannt. Allerdings kam Vocaj beim CFC zu keinem Einsatz und wurde zum Ende der Saison wieder verabschiedet. In der Saison 2021/22 spielte er wieder beim FC Kochelsee-Schlehdorf, wo er das Fußballspielen begann.

## Erfolge
- Meister der Regionalliga Bayern 2015 mit dem FC Würzburger Kickers
- Aufstieg in die 3. Liga 2015 mit dem FC Würzburger Kickers
- Aufstieg in die 2. Bundesliga: 2016 mit den Würzburger Kickers
- Thüringer Landespokalsieger: 2016/17 mit dem FC Rot-Weiß Erfurt
- Thüringer Landespokalsieger: 2016/17 mit dem FC Rot-Weiß Erfurt
- Aufstieg in die 3. Liga 2019 mit dem Chemnitzer FC